# ハン・ナディム国際空港
ハン・ナディム国際空港（ハン・ナディムこくさいくうこう、英: Hang Nadim International Airport）は、インドネシア・リアウ諸島州のバタム島に位置する空港である。
直線距離で約30km離れているシンガポール・チャンギ国際空港の代替空港として開発された経緯があり、滑走路長は4,040mとインドネシアの空港では最長である。本来の目的であるチャンギ国際空港からのダイバートの他に、メッカへの巡礼フライト(ハッジ)などで普段は定期便で飛来しないボーイング747などのチャーター便が運行されている。
インドネシア・マレーシア・シンガポール 成長三角地帯の中に位置し、当空港から半径80kmのエリアには、チャンギ国際空港の他に、ジョホールバルのスナイ国際空港(マレーシア)・セレター空港(シンガポール)・ビンタン島のラジャ・ハジ・フィサビッリラー空港がある。

## 就航航空会社と就航都市
| 航空会社                     | 就航地 | 備考 |
| ---------------------------- | --- | ---- |
| ガルーダ・インドネシア航空   | ジャカルタ/CGK                                                                                             |      |
| シティリンク                 | ジャカルタ/CGK、メダン、プカンバル、パダン、スラバヤ、パレンバン、ポンティアナック、シボロン・ボロン       |      |
| ライオン・エア               | ジャカルタ/CGK、メダン、プカンバル、パダン、スラバヤ、パレンバン、ジャンビ、バリクパパン、ポンティアナック |      |
| スーパー・エア・ジェット     | ジャカルタ/CGK、プカンバル、ジャンビ、バリクパパン、ジョグジャカルタ、スマラン、パンカルピナン             |      |
| バティック・エア             | ジャカルタ/CGK                                                                                             |      |
| ウイングス・エア             | ラナイ、レトゥン                                                                                           |      |
| Nam Air                      | ラナイ |      |
| Rimbun Air                   | ジャカルタ/CGK                                                                                             | 貨物 |
| バティック・エア・マレーシア | クアラルンプール                                                                                           |      |

2024年6月現在